# Antoine Alexandre Hanicque
Antoine Alexandre Hanicque, né le 27 mai 1748 à Paris, où il est mort le 24 février 1821, est un général français de la Révolution et de l’Empire.

## États de service
Il entre en service le 3 mai 1765 comme aspirant d’artillerie, il est reçu élève le 3 juillet 1768. Le 25 mai 1769, il passe comme lieutenant en second au régiment d’artillerie de Besançon, et le 9 mai 1778 il est lieutenant en premier.
Capitaine commissionné le 17 juillet 1782, il devient capitaine en second le 1er septembre 1783, capitaine de sapeur le 27 janvier 1788, et capitaine de bombardiers le 18 avril 1788. Le 1er mai 1792 il est affecté au 3e régiment d'artillerie légère, et il est nommé chef de bataillon le 8 mars 1793. Il participe aux campagnes de 1792 et 1793 aux armées de la Moselle et du Nord. Il a un cheval tué sous lui à la bataille de Liège le 27 novembre 1792, et il est cité avec éloge dans le rapport du général Dampierre.
En l’an II il sert en Vendée, et en l’an III, à l’armée des Pyrénées-Occidentales. Il est nommé chef de brigade le 1er germinal an III (21 mars 1795), au 2e régiment d’artillerie à cheval, puis il est affecté comme directeur d’artillerie à Lille et à Bruxelles le 13 germinal an V (2 avril 1797). De l’an V à l’an IX, il est employé aux armées du Rhin, de Sambre-et-Meuse, de Mayence, du Danube et de nouveau du Rhin. À la bataille de Biberach, le 19 floréal an VIII (9 mai 1800), il a un cheval tué sous lui.
Il est promu général de brigade le 11 fructidor an XI (29 août 1803), et commandant de l'École de Grenoble le 20 brumaire an XII (12 novembre 1803). Il est fait chevalier de la Légion d’honneur le 19 frimaire an XII (11 décembre 1803), commandeur de l’ordre le 25 prairial suivant (14 juin 1804), membre du collège électoral de la Seine. 
Pendant les ans XII et XIII, il a un commandement à l’Armée des côtes de l'Océan en vue d’un débarquement en Angleterre. Il est élevé au grade de général de division le 3 mars 1807, et il est autorisé par décret du 16 avril 1808, à porter la décoration de commandeur de l’ordre de Saint-Henri de Saxe. Il est créé baron de l’Empire le 2 juillet 1808.
Il est admis à la retraite le 16 mars 1810.

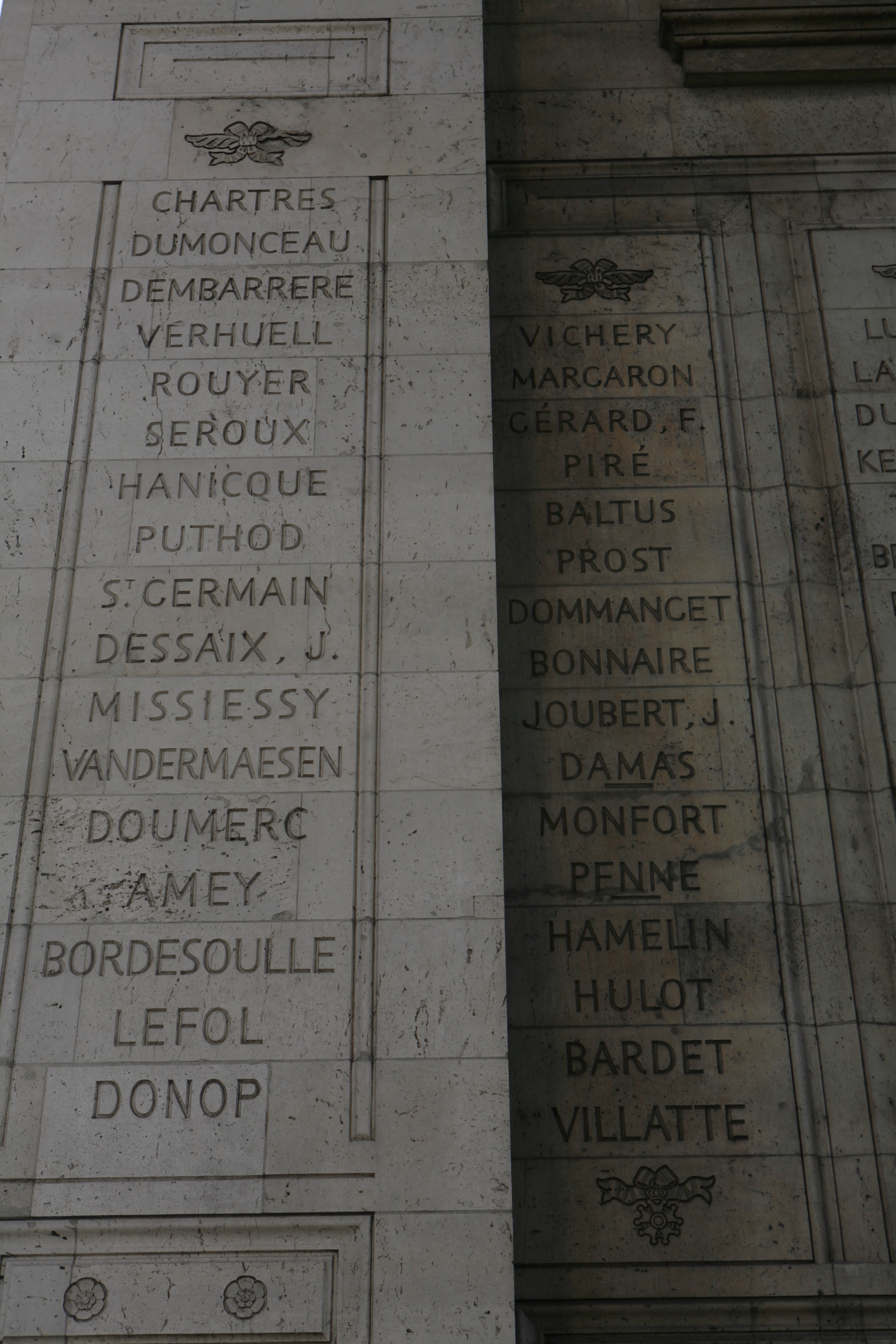
Noms gravés sous l'arc de triomphe de l'Étoile : pilier Ouest, 1re et 2e colonnes.

Il meurt le 28 février 1821 à Paris.

## Distinctions
- Il fait partie des 660 personnalités à avoir son nom gravé sous l'arc de triomphe de l'Étoile.